# Gomeisa
Gomeisa ist die Bezeichnung des Sterns β Canis Minoris (Beta Canis Minoris) im Sternbild Kleiner Hund. Der Name kommt aus dem Arabischen الغميصاء / al-ġumaiṣāʾ / ‚die Kleine mit den trüben Augen‘. Dieser Name hängt allerdings nicht mit dem Namen des Sternbildes und seiner Mythologie zusammen, sondern hat andere Ursprünge.
Gomeisa ist ein Stern der Hauptreihe mit einer scheinbaren Helligkeit von +2,9 mag in einer Entfernung von 50 Parsec oder ca. 160 Lichtjahren. Seine Effektivtemperatur beträgt 11500 Kelvin. Seine Spektralklasse ist B (genauer B8Ve), womit er zu den Be-Sternen gehört. Auf Grund seines Spektrums nimmt man wie bei der Sonne an, dass er in seinem Kern Wasserstoff in Helium verbrennt.